# Bothriocera undata
Bothriocera undata är en insektsart som först beskrevs av Fabricius 1803.  Bothriocera undata ingår i släktet Bothriocera och familjen kilstritar. Inga underarter finns listade i Catalogue of Life.